# Ridgeville (Wisconsin)
Ridgeville – miasto w Stanach Zjednoczonych, w stanie Wisconsin, w hrabstwie Monroe.